# Грабер, Джованни
Джова́нни Гра́бер (итал. Giovanni Graber; 26 марта 1939, Вальдаора — 20 декабря 2024) — итальянский саночник, выступал за сборную Италии в конце 1950-х — середине 1960-х годов. Участник двух зимних Олимпийских игр, чемпион мира в зачёте двухместных саней, призёр многих международных турниров и национальных первенств.

## Биография
Джованни Грабер родился 26 марта 1939 года в коммуне Вальдаора, регион Трентино — Альто-Адидже. Поскольку в его родном селении существовала санно-бобслейная трасса мирового уровня, с ранних лет он начал заниматься санным спортом. Вскоре стал показывать неплохие результаты, прошёл отбор в национальную сборную. Первого серьёзного успеха добился в возрасте восемнадцати лет в 1957 году, когда в паре с Джорджо Пихлером завоевал серебряную медаль на чемпионате мира в швейцарском Давосе (они немного уступили представителям Западной Германии Йозефу Штриллингеру и Фрицу Нахману). В следующий раз был призёром крупных международных соревнований в 1962 году — вместе с Джампаоло Амбрози выиграл золотую медаль на мировом первенстве в польской Крынице.
В 1964 году благодаря череде удачных выступлений Грабер удостоился права защищать честь страны на зимних Олимпийских играх в Инсбруке, на первых в истории олимпийских соревнованиях по санному спорту. В мужском одиночном разряде неудачно провёл второй заезд и занял лишь двадцать третье место, тогда как в двойках с Амбрози разделил пятую позицию с атлетами из Польши. Несмотря на неудачу, продолжил участвовать в соревнованиях и в 1968 году прошёл квалификацию на Игры в Гренобль. Тоже выступал здесь сразу в двух дисциплинах, но ни в одной не смог попасть в число призёров: в одиночках финишировал двенадцатым, тогда как в двойке вместе с младшим братом Энрико был восьмым. Вскоре после этой Олимпиады принял решение завершить карьеру профессионального спортсмена, уступив место в сборной молодым итальянским саночникам, таким как Карл Бруннер и Пауль Хильдгартнер.
Умер 20 декабря 2024 года в возрасте 85 лет.